# Oblast Smoljan
| Basisdaten          | Basisdaten                 |
| ------------------- | -------------------------- |
| Region:             | Südbulgarien               |
| Verwaltungssitz:    | Smoljan                    |
| Fläche:             | 3.193 km²                  |
| Einwohner:          | 93.354 (31. Dezember 2022) |
| Bevölkerungsdichte: | 29,2 Einwohner je km²      |
| NUTS:BG-Code:       | BG424                      |
| Karte               |                            |
| Karte               |                            |

Die Oblast Smoljan (bulgarisch Област Смолян) ist ein politisch-administrativer Verwaltungsbezirk im Süden der Republik Bulgarien. Verwaltungszentrum ist die gleichnamige Stadt Smoljan in 1010 Metern Höhe (höchstgelegene Stadt Bulgariens).
Der Bezirk grenzt an Griechenland und liegt in den Rhodopen. Der Name geht auf das frühslawische Volk der Smoljanen in Südbulgarien zurück. Bis 1912 gehörte die Region als Verwaltungseinheit Ismilian zum Osmanischen Reich und ist bis heute eines der Zentren des Islam in Bulgarien.

## Bevölkerung
87 % der Bevölkerung in der Provinz identifizieren sich als Bulgaren, 4,4 % als Türken und weitere 7 % geben keine Angaben.
Etwa 42 % der Bevölkerung machen muslimische Bulgaren (Pomaken) aus, die zwar Bulgarisch sprechen, oft aber mit der türkischen Minderheit verwechselt werden. In religiöser Hinsicht haben sich 2001 58.800 der 140.000 Einwohner als Muslime, doch nur 6200 als Türken bekannt. Das Siedlungsgebiet der Pomaken setzt sich über die Grenze hinweg bis nach Westthrakien auf der griechischen Seite fort.
Etwa 30 % der Einwohner sind christlich-orthodoxe Bulgaren und 28 % der Bevölkerung geben keine Religion an.
Neben Smoljan (28.000 Einwohner, Anfang der 1990er Jahre noch 40.000) umfasst der Bezirk sieben weitere Städte:
| Stadt       | Bulgarischer Name | Einwohner (31. Dezember 2022) |
| ----------- | ----------------- | ----------------------------- |
| Smoljan     | Смолян            | 24.920                        |
| Slatograd   | Златоград         | 5.697                         |
| Dewin       | Девин             | 5.442                         |
| Madan       | Мадан             | 4.764                         |
| Tschepelare | Чепеларе          | 4.199                         |
| Nedelino    | Неделино          | 3.360                         |
| Rudosem     | Рудозем           | 3.214                         |
| Dospat      | Доспат            | 1.968                         |

## Gemeinden

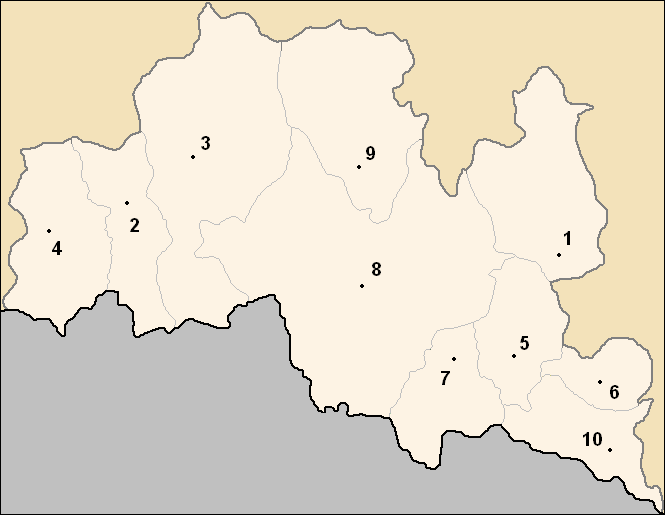
Lage der Gemeinden in der Oblast Smoljan

Die Oblast Smoljan gliedert sich in folgenden Gemeinden (общини/obtschini) auf:
1. Gemeinde Banite (Баните);
2. Gemeinde Borino (Борино);
3. Gemeinde Dewin (Девин);
4. Gemeinde Dospat (Доспат);
5. Gemeinde Madan (Мадан);
6. Gemeinde Nedelino (Неделино);
7. Gemeinde Rudosem (Рудозем);
8. Gemeinde Smoljan (Смолян);
9. Gemeinde Tschepelare (Чепеларе);
10. Gemeinde Slatograd (Златоград)

## Tourismus

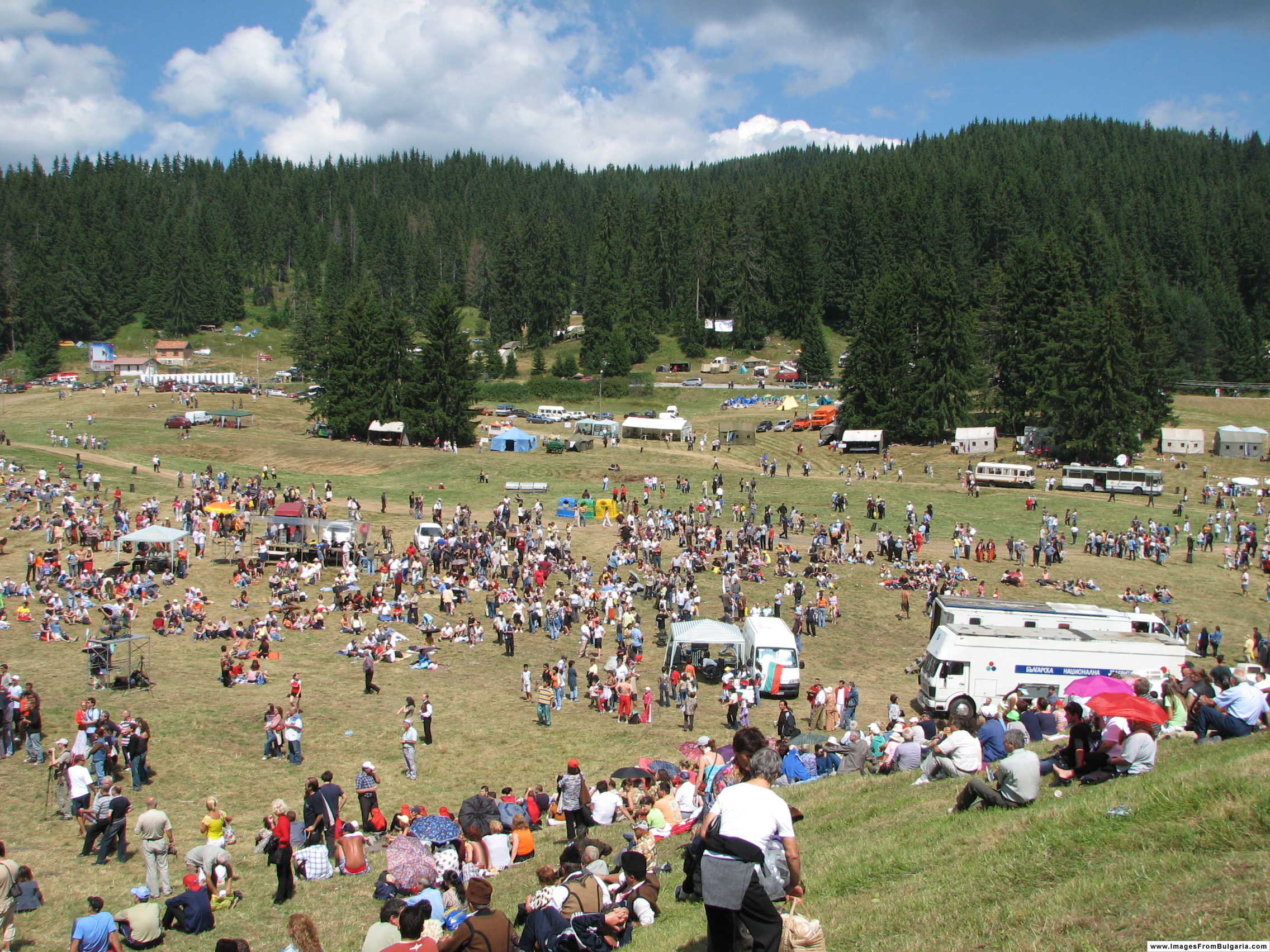
Rozhen Folklore Festival in der Nähe von Smoljan

Der Bezirk ist ein beliebtes Tourismusziel in den Winter- und Sommermonate. Das Wintersportgebiet Pamporowo ist in den letzten Jahren rasant gewachsen. Im Sommer bestehen sehr gute Voraussetzungen für Wandertourismus. Im Januar 2010 wurde der Grenzübergang Slatograd-Thermes an der bulgarisch-griechische Grenze geöffnet.
Alle vier Jahre im August findet das traditionsreiche Rozhen-Festival für bulgarische Volksmusik statt.
Die Bezirkshauptstadt ist Heimat des Fußballclubs Rodopa Smoljan.